# Georges Minne

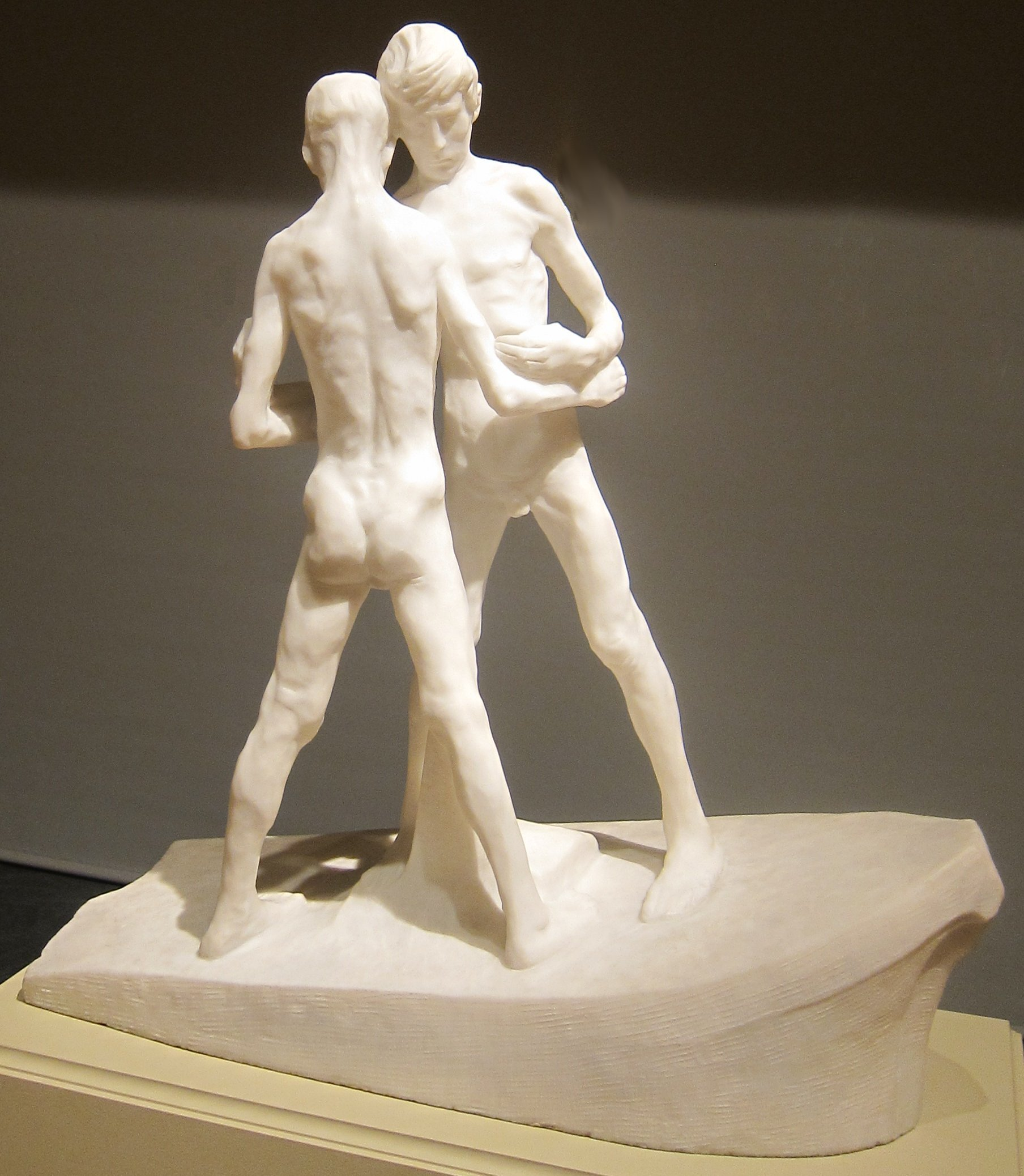
Georges Minne, Solidarność, marmur, 1898, Cleveland Museum of Art

Georges Minne (ur. 30 sierpnia 1866 w Gandawie, zm. 20 lutego 1941 w Sint-Martens-Latem) – belgijski rzeźbiarz, tworzący w stylu secesji i symbolizmu. 

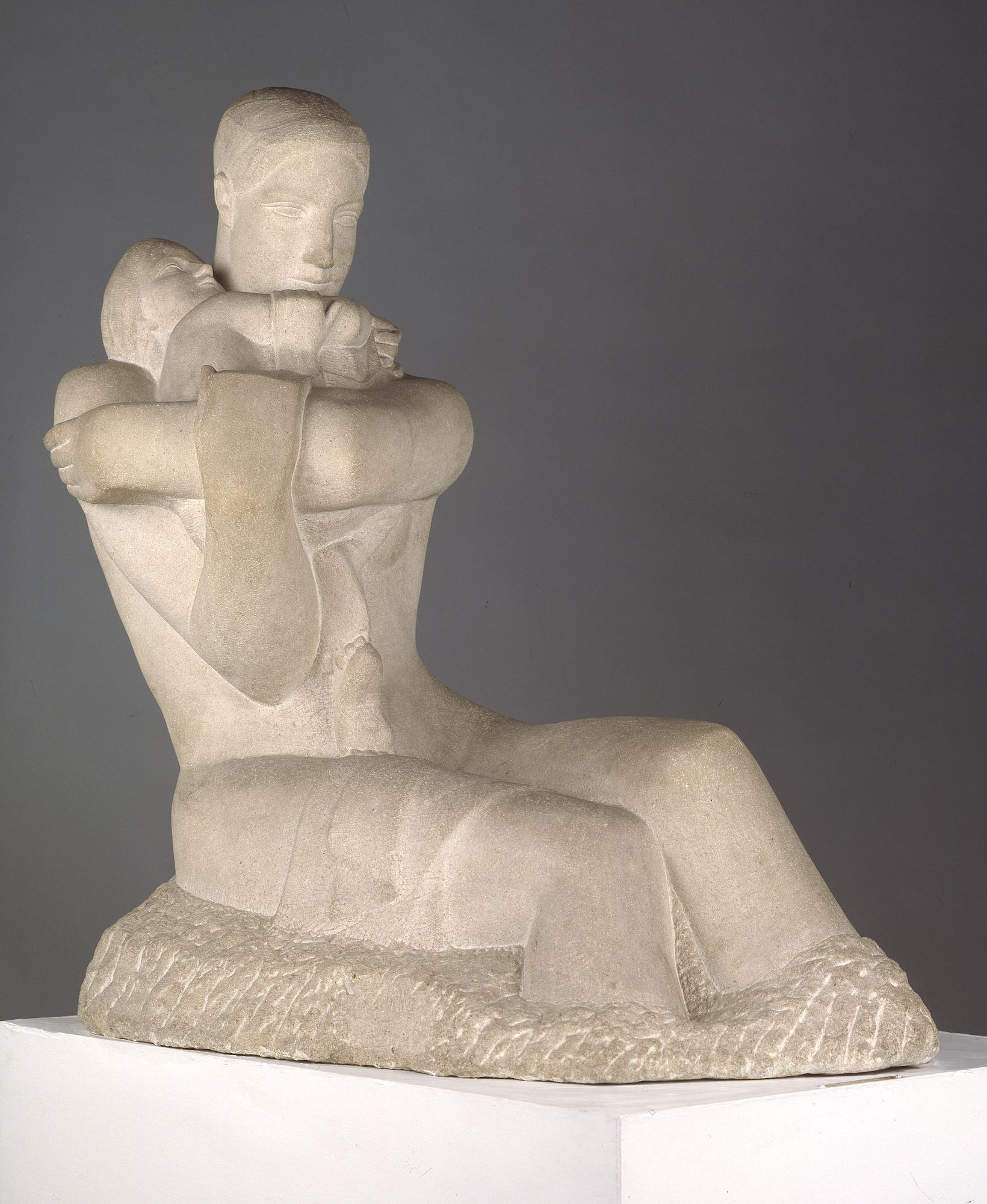
Matka i dziecko - George Minne - Muzeum Deinze i regionu Leie